# 天瑞體育館

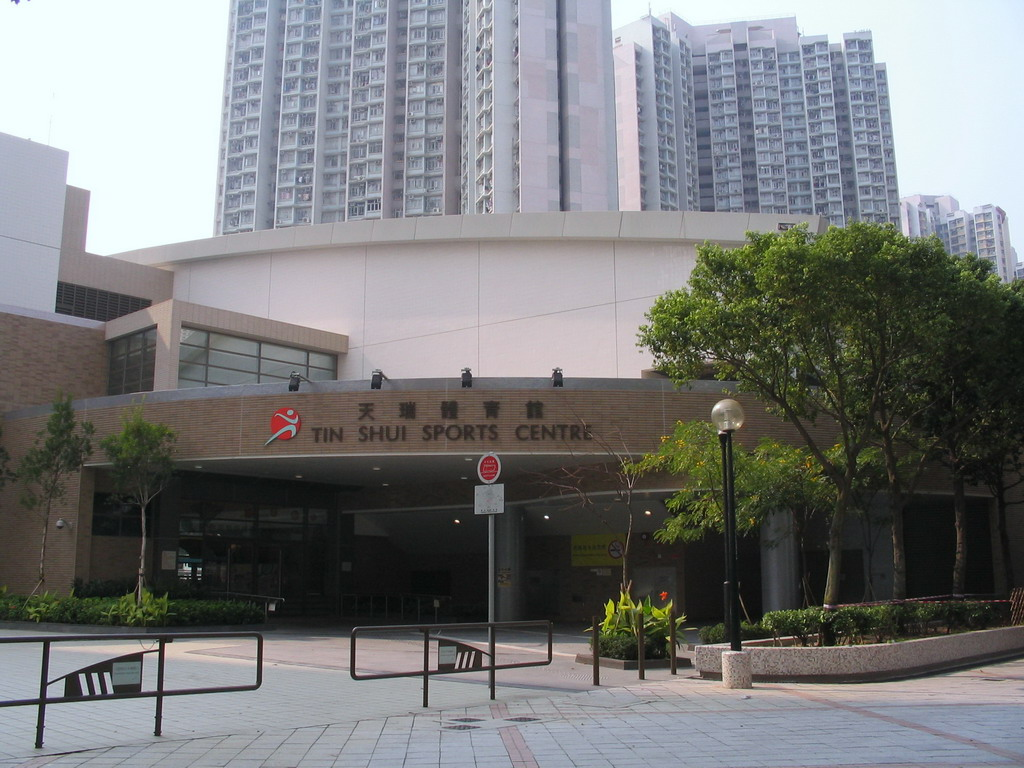
天瑞體育館外貌

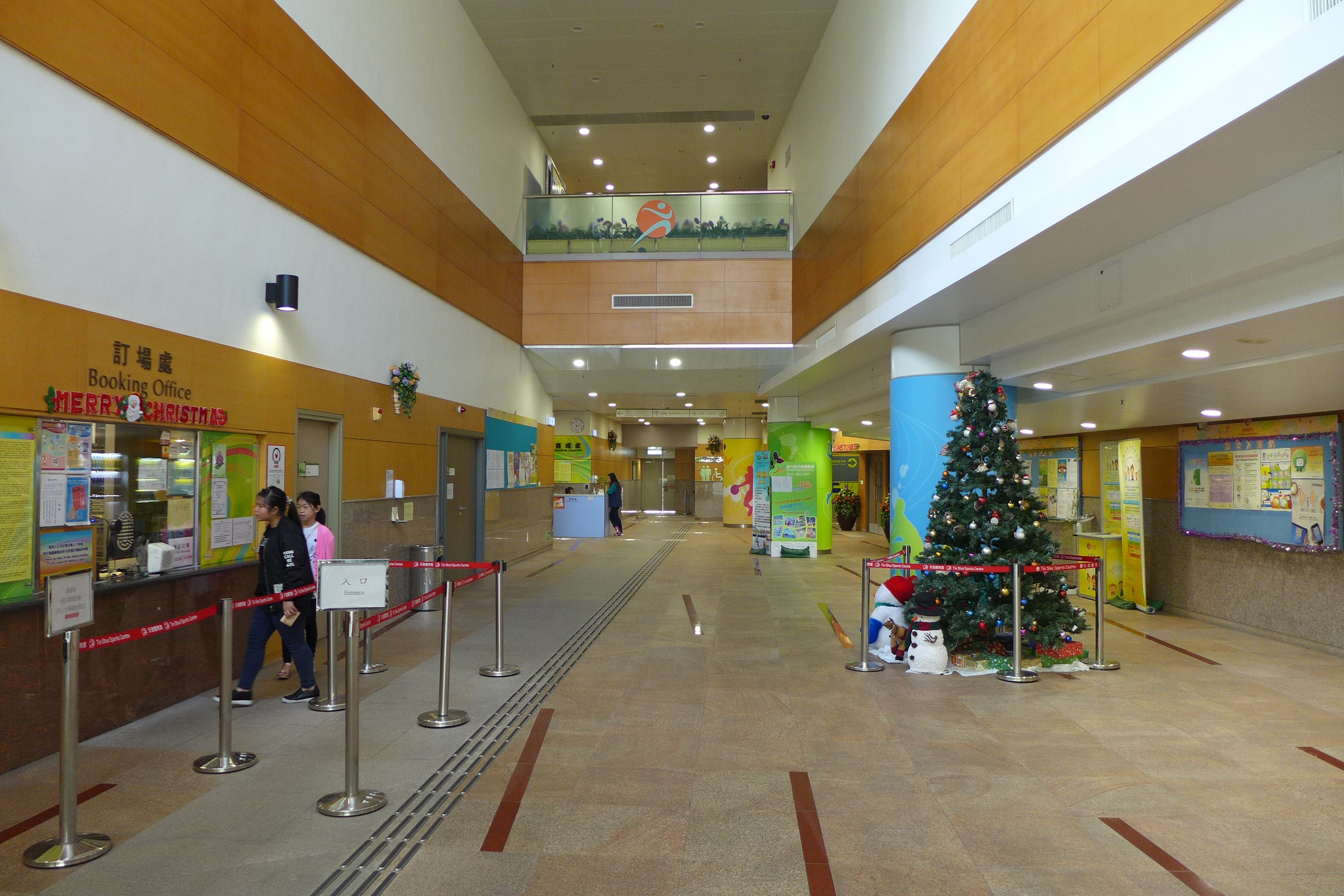
天瑞體育館大堂

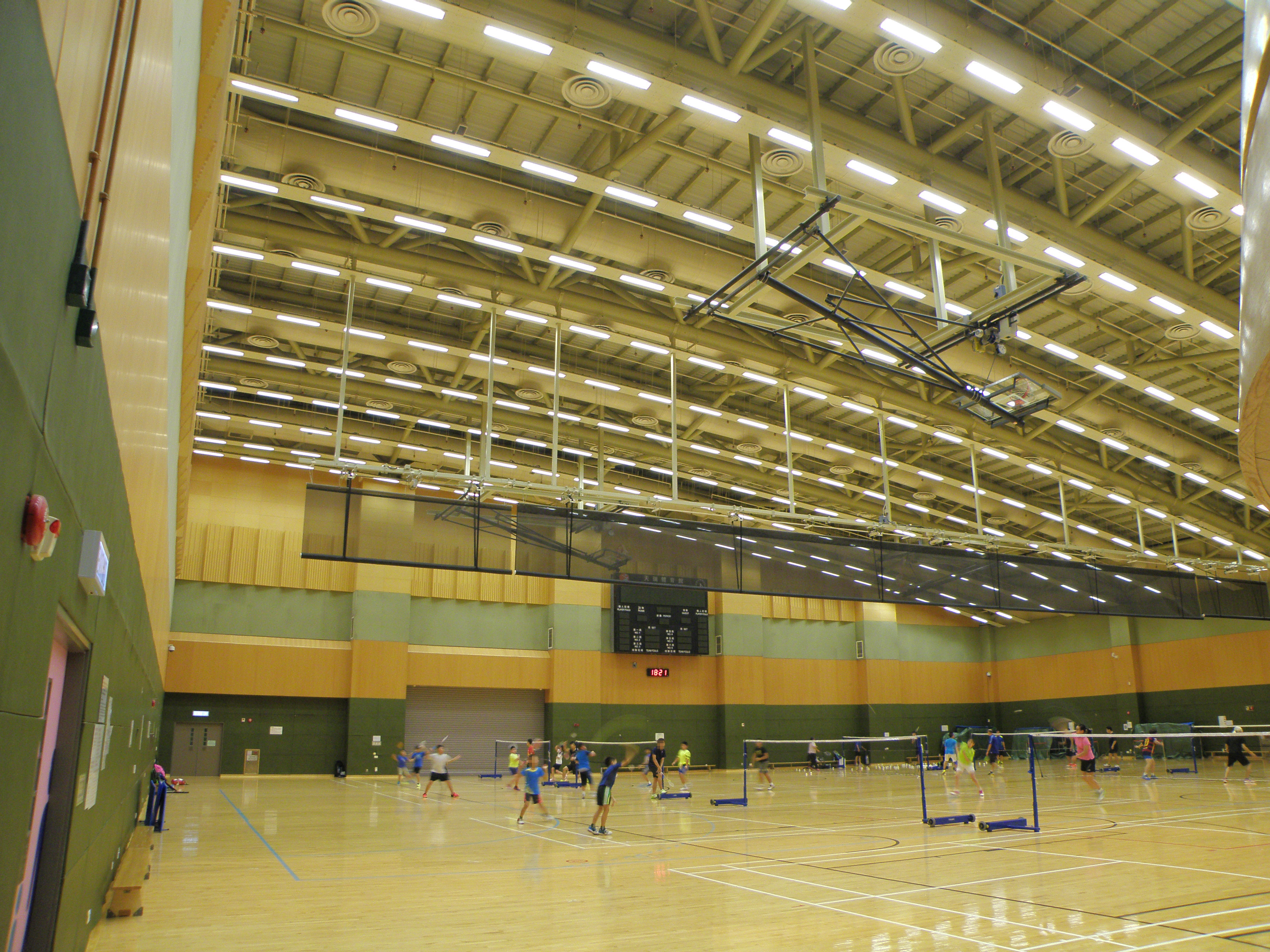
天瑞體育館主場館

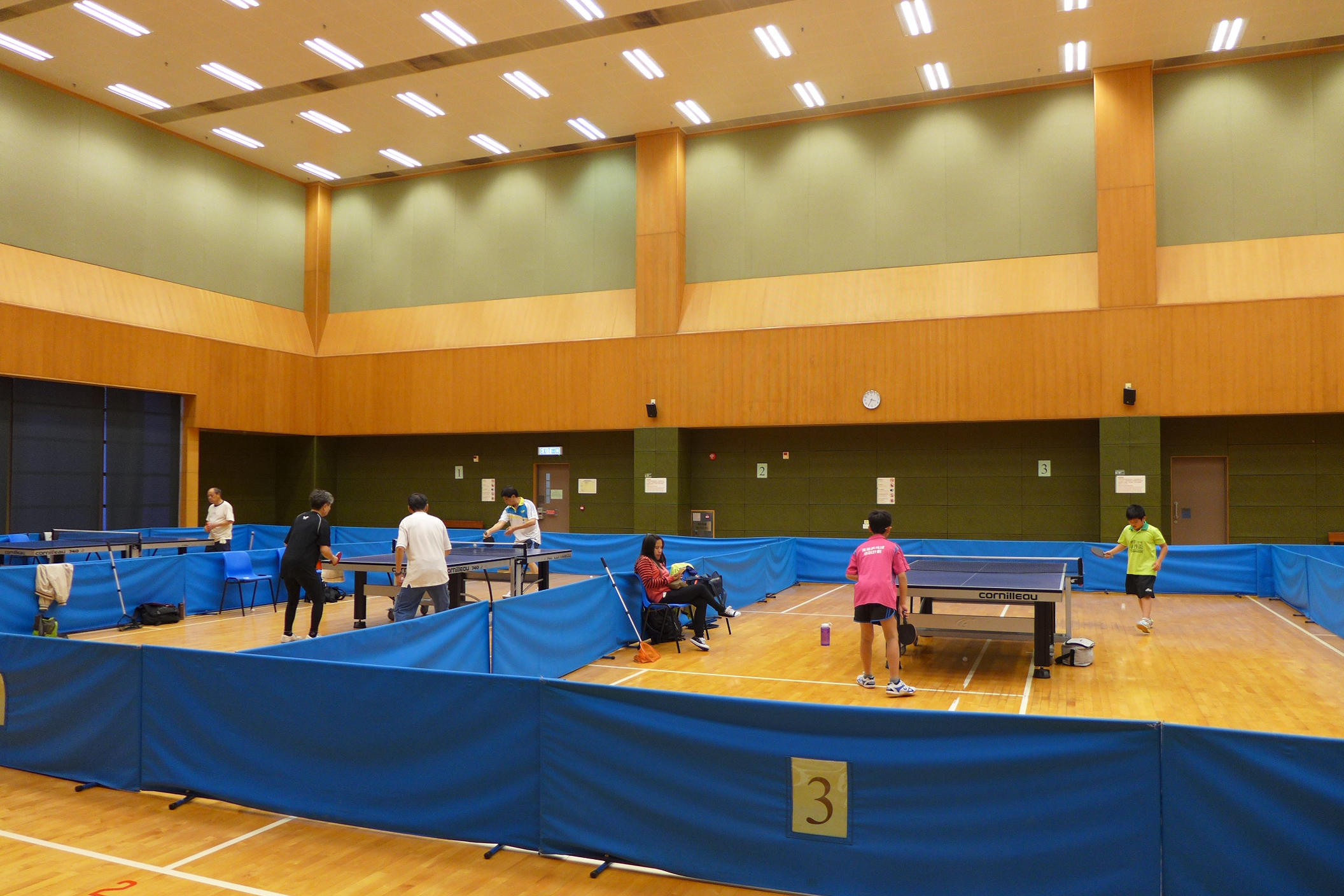
天瑞體育館1樓副場

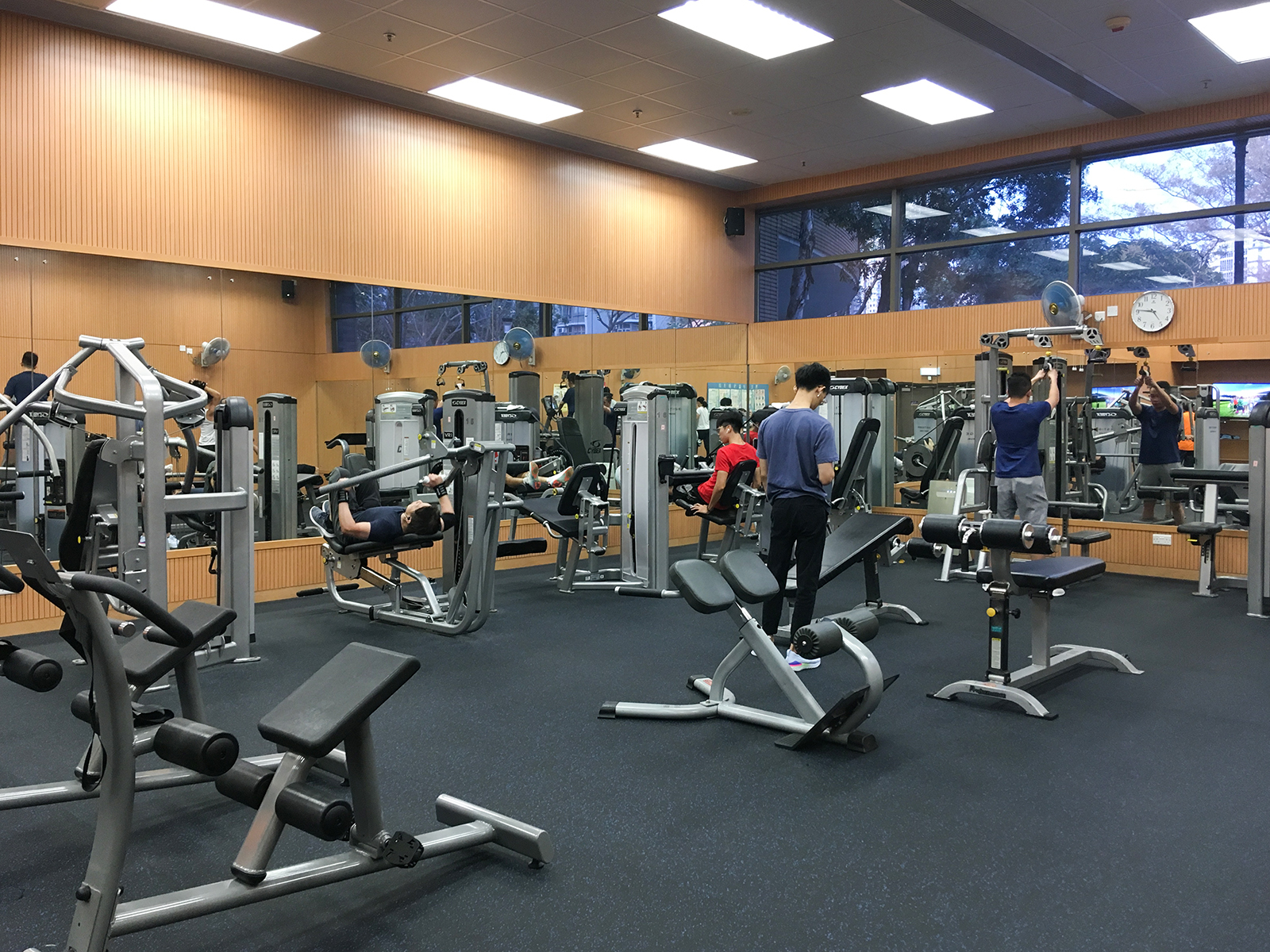
健身室

天瑞體育館（英語：Tin Shui Sports Centre）是香港一座室內綜合體育場館，位於新界元朗天水圍天瑞路7號（天水圍天瑞邨內），是天水圍的第二座體育館，也是元朗區內第4座體育館，於2007年6月24日啟用。天瑞體育館由康樂及文化事務署管理。市民可以於館內索取每月的「元朗區康樂體育活動一覽表」及報名參加體育活動。

## 場內設備
天瑞體育館地下設有一個主場、一個健身室、兩個多用途活動室、一個兒童遊戲室、兩個站崗、4部飲水機。在館內一樓則設有控制室、一個副場、風櫃房及站崗，工作人員於控制室內可以清楚看見全個主場。全館設有洗手間及傷殘人士專用洗手間各兩個，亦有一部升降機和一道梯級輔助連接樓層。

### 主場
主場可以同時作為兩個排球場或一個手球場或兩個籃球場或8個羽毛球場；主場亦設一個可容納498人的觀眾席，非常適合舉辦各類活動及大型體育賽事。主場有6張長椅給運動員短暫休息。

### 副場
副場位於一樓，此場可以作為3個羽毛球場。

### 兒童遊戲室
兒童遊戲室的對象是4-9歲的兒童，4歲以下的兒童必須有家長陪同，而4-9歲兒童的家長亦可在場陪同子女。進入遊戲室的兒童不得超過142cm，而室內不得超過16人。若室內人數已滿，兒童可在遊戲室門外輪候下一節時段，待下一節時段到達，保安員便會安排入場，費用全免。

### 健身室
要使用健身室內的設施，需要曾經報名出席「正確使用健身室設施簡介會」及測試成功。參加簡介會的人士必須是15歲以上。使用健身室內的設施是需要收費。

#### 健身室內設施
| 器械名稱       | 器械數目 |
| 跑步機         | 4        |
| 健身單車       | 3        |
| 划艇機         | 2        |
| 屈臂機         | 1        |
| 胸推舉機       | 1        |
| 背伸機         | 1        |
| 引體上升練習器 | 1        |
| 高拉機         | 1        |
| 屈腿機         | 1        |
| 提腿機         | 1        |
| 坐腿撐機       | 1        |
| 蝴蝶機         | 1        |
| 肩推舉機       | 1        |
| 提膝練習器     | 1        |
| 合共器械       | 20       |

註 : 上述提供的器械，或會因應維修安排而改變。

### 多用途活動室
共有2個多用途活動室，是適合舉行柔道、健體舞、瑜伽或太極等各類型的小組活動。

#### 健體舞訓練班
每次康樂及文化事務署在天瑞體育館舉辦健體舞訓練班，報名的名額，只限20人。

## 開放時間
- 每天上午7時至晚上11時
- 每月的第二個及第四個星期二，上午7時至下午1時，會關閉進行場地保養。

### 辦公時間
- 每天上午7時至晚上11時
- 公眾假期照常開放（農曆年初一、年初二、年初三除外）

### 繳交活動費用的時間（元朗區康樂體育活動）
- 每天上午8時30分至晚上10時
- 公眾假期照常開放（農曆年初一、年初二、年初三除外）

## 附近的機構、建築物或團體
以下是附近的機構、建築物或團體：
- 天愛苑
- 天瑞邨
- 天瑞商場
- 樂善堂梁銶琚學校（小學）
- 天瑞社區中心
- 佳寶幼稚園
- 天瑞青年空間
- 天瑞巴士總站
- 天瑞露天劇場
- 小型足球場